# St. Peter und Paul (Großostheim)

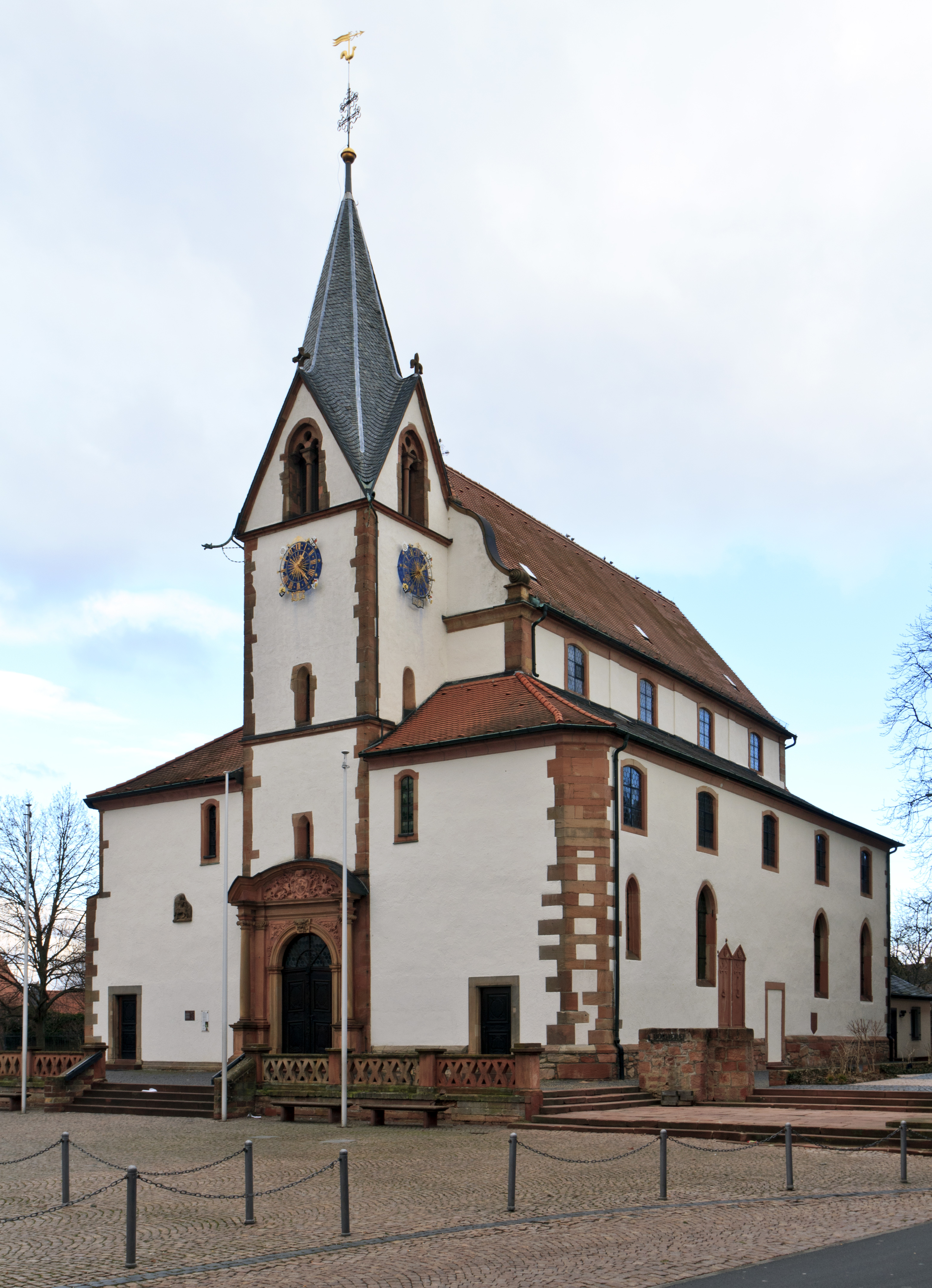
Pfarrkirche St. Peter und Paul in Großostheim

Die Kirche St. Peter und Paul ist eine zum Gedächtnis der Apostel Petrus und Paulus geweihte Pfarrkirche von Großostheim im Landkreis Aschaffenburg. Sie ist das dominante Bauwerk des Marktplatzes der Gemeinde. Die dreischiffige Basilika birgt eine Beweinung Christi von Tilman Riemenschneider.

## Baugeschichte
Schon von Einhard, in dessen Wirkungskreis die Gemeinde Großostheim liegt, ist ein Vorgängerbau dokumentiert (828). Ob er identisch ist mit einer dem Patrozinium des Heiligen Martin unterstellten Basilika, die der Codex Eberhardi aufführt, ist unklar. Erhalten ist von diesem frühmittelalterlichen Bau nichts.
Die heutige Kirche wurde 1250–70 als Wehrkirche einschiffig im romanisch-gotischen Übergangsstil begonnen. Chor und Turm stammen aus dieser Zeit.
In der zweiten Hälfte des 15. Jahrhunderts wurde das Langhaus im spätgotischen Stil dreischiffig erweitert; eine Sakristei wurde angebaut. Ende des 18. Jahrhunderts erfuhr die gesamte Kirche eine Erhöhung und barocke Ausgestaltung.
Die Treppenanlage im Eingangsbereich ist eine Zutat der Jahre 1909/1912.

## Architektur
Bedingt durch die Baugeschichte, stellt sich die Pfarrkirche St. Peter und Paul in Großostheim heute außen und innen stilistisch heterogen dar:

### Außenbau
An der Westfront ist insbesondere am Turm die massive Bauweise der Romanik mit sehr kleinen Lanzettfenstern sowie zweibogigen Fenstern mit Mittelsäule und Überfangbogen in den Dreiecksgiebeln erhalten. Das von Säulen flankierte Portal mit Segmentgiebel, der das Wappen des Mainzer Fürstbischofs Emmerich Joseph von Breidbach-Bürresheim trägt, und der Spitzhelm sind barocke Zutaten.
Die Spätgotik zeigt sich an den spitzbogigen Fenstern der Seitenschiffe im Sockelgeschoss; ursprünglich hatten sie Maßwerk, das im 18. Jahrhundert entfernt wurde, um – gemäß barocken Gestaltungsprinzipien – mehr Licht in den Kircheninnenraum zu lassen. Segmentfenster aus dieser Zeit enthalten die Obergeschosse der Seitenschiffe sowie das aufgestockte Mittelschiff.
Der frühgotische Chor ist aus roten Sandsteinquadern erbaut und hat ein elaboriertes Maßwerkfenster im Sockelgeschoss, das erst in spätgotischer Zeit (15. Jahrhundert) eingebrochen wurde. Der spitze Giebel weist einen Spitzbogenfries und ein frühgotisches zweibogiges Fenster auf; auf dem Dach steht eine Kreuzblume. Spätgotisch ist auch das Maßwerkfenster mit Dreipass und Fischblase an der angebauten Sakristei.

### Innenraum

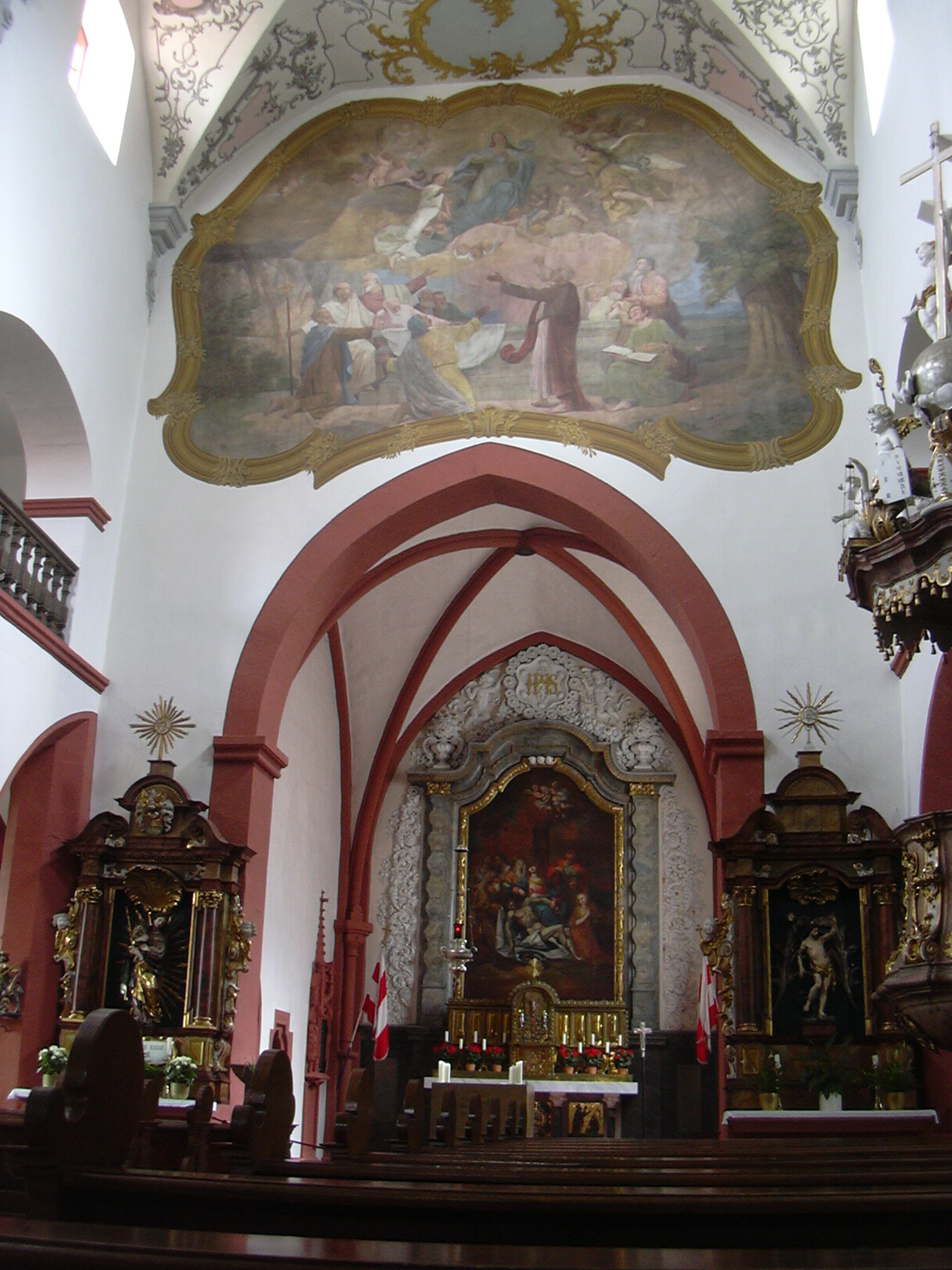
Stilmischung des Inneren: Gotischer Chor, barocke Altäre, Triumphbogenfresko Anfang 20. Jahrhundert

Die Stil-Symbiose des Außenbaus spiegelt sich auch im Inneren wider. Der Innenwandaufriss des Langhauses ist dreizonig: Arkaden spitzbogig/frühgotisch Empore und Obergaden sind lichtdurchflutet in barocker Manier. Die Seitenschiffe sind spätgotisch, in Variationen kreuzrippen- und netzgewölbt mit figürlichen Schlusssteinen. Spätgotische Fresken (Passionsszenen) wurden an den Wänden der Seitenschiffe sowie in den Gewölbezwickeln (die vier Evangelisten mit ihren Symbolen) 1962 freigelegt.
Dominant ist das barocke Deckengewölbe mit großformatigen Fresken des Aschaffenburger Malers Jakob Conrad Bechtold (1771). Dargestellt sind im Westen die Kreuzigung des Petrus mit dem Kopf nach unten, in der Mitte ein offener Himmel mit der Heiligen Dreifaltigkeit und im Osten die Enthauptung des Paulus. 1909 wurde es von Adalbert Hock, ebenfalls aus Aschaffenburg, übermalt.
Von Adalbert Hock stammt auch das Fresko Himmelfahrt Mariens über dem spitzbogigen Triumphbogen zum Chorraum. Der Chor ist gotisch kreuzrippengewölbt.

## Ausstattung

### Beweinung Christi von Tilman Riemenschneider

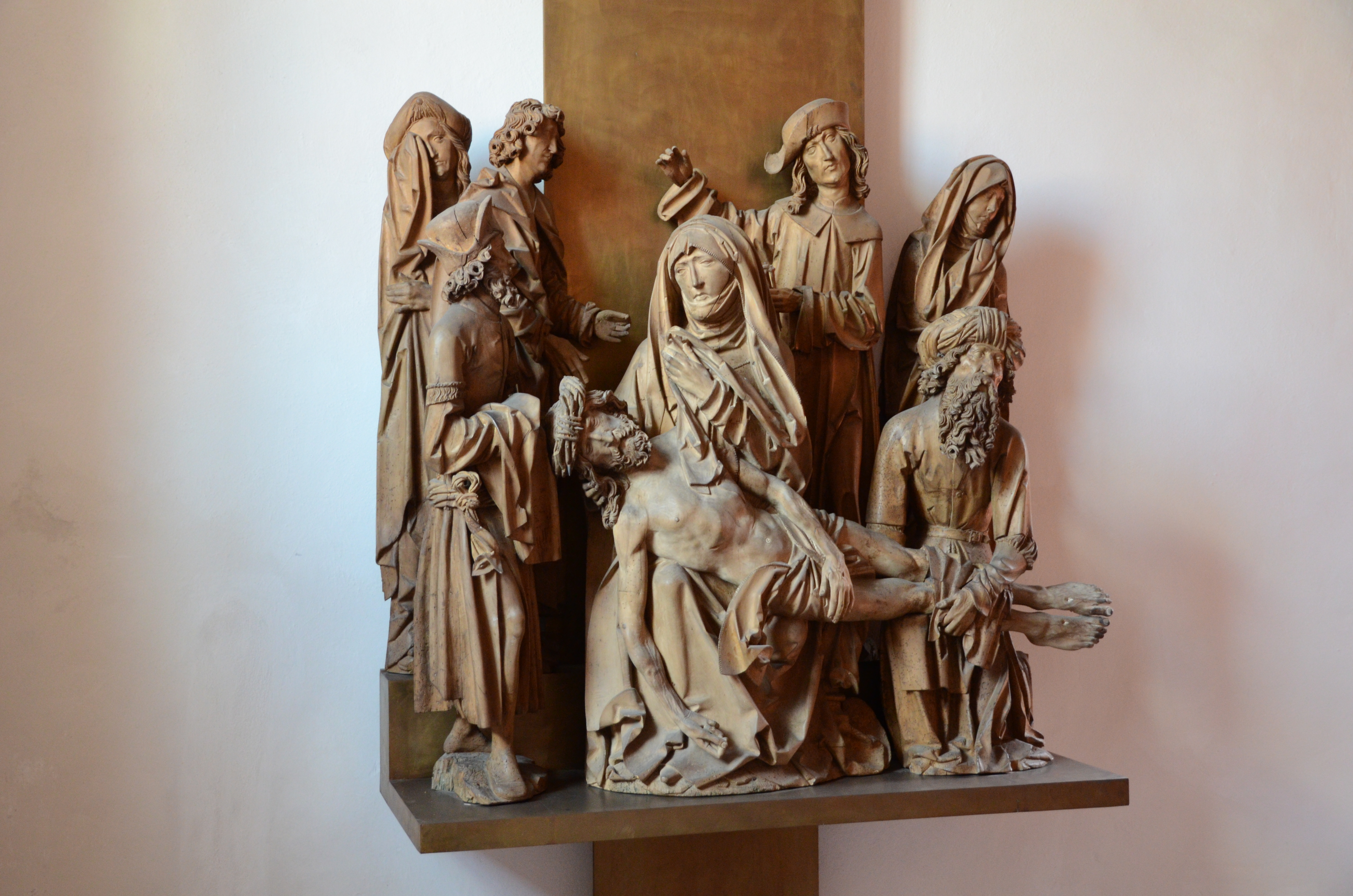
Beweinung Christi, Tilman Riemenschneider (um 1509–1515)

Vom kunsthistorischen Standpunkt bedeutendstes Ausstattungsstück der Kirche ist die geschnitzte Skulpturengruppe aus Lindenholz am Ostende des nördlichen Seitenschiffes, Beweinung Christi, deren Entstehung auf der Grundlage einer Stiftungsurkunde in den Zeitraum 1509–1515 erschlossen wurde. 1956 schrieb der Pfarrer und Kunsthistoriker Walter Hotz sie erstmals nach stilistischen Vergleichsanalysen Tilman Riemenschneider zu.
Die Ikonographie wiederholt, erweitert und elaboriert einen Typus, der ca. 20 Jahre früher in der Wallfahrtskirche Hessenthal erstmals auftrat: Maria sitzt in der Mitte und hält den Leichnam Christi. Josef von Arimathäa steht am Kopfende, Nikodemus umfasst die Füße des Leichnams. Dahinter steht die trauernde Maria Magdalena. Johannes der Evangelist (in Hessenthal verloren) stützt Maria, dahinter steht eine weitere weinende Frau. Nur in Großostheim gehört eine weitere Figur zur Gruppe, ein nicht identifizierter Mann mit zwei Kreuzesnägeln in der Hand; manche Forscher wollen ein Selbstbildnis Riemenschneiders darin sehen.
Einige Kunsthistoriker der 1970er Jahre (angeführt von Justus Bier) rechnen alle Beweinungen aus dieser Zeit nördlich der Alpen noch dem Mittelalter zu, im Zusammenhang mit einer möglicherweise größeren Einbindung in narrative Passionszyklen. Die Besonderheiten dieser beiden Beweinungsgruppen in Hessenthal und Großostheim sowie einer dritten, einem Spätwerk in Maidbronn, sehen sie als Typengenese einer Werkstatt, nicht jedoch als eigenhändige Leistung Tilman Riemenschneiders. Andere Forscher indes erarbeiteten Zusammenhänge mit italienischen Beweinungen (Niccolò dell’Arca, Guido Mazzoni, Perugino) und ihren individuellen Gestaltungen: Die Figuren schauen aus dem Bild heraus den Betrachter an, jedes Gesicht und jeder Trauergestus ist Ausdruck einer eigenen Persönlichkeit. Die Komposition ist damit Vorbote der Renaissance und eine solche Leistung wertet heute die herrschende Lehre als nur dem Meister selbst zuzuschreibende Genese.

### Übrige Ausstattung

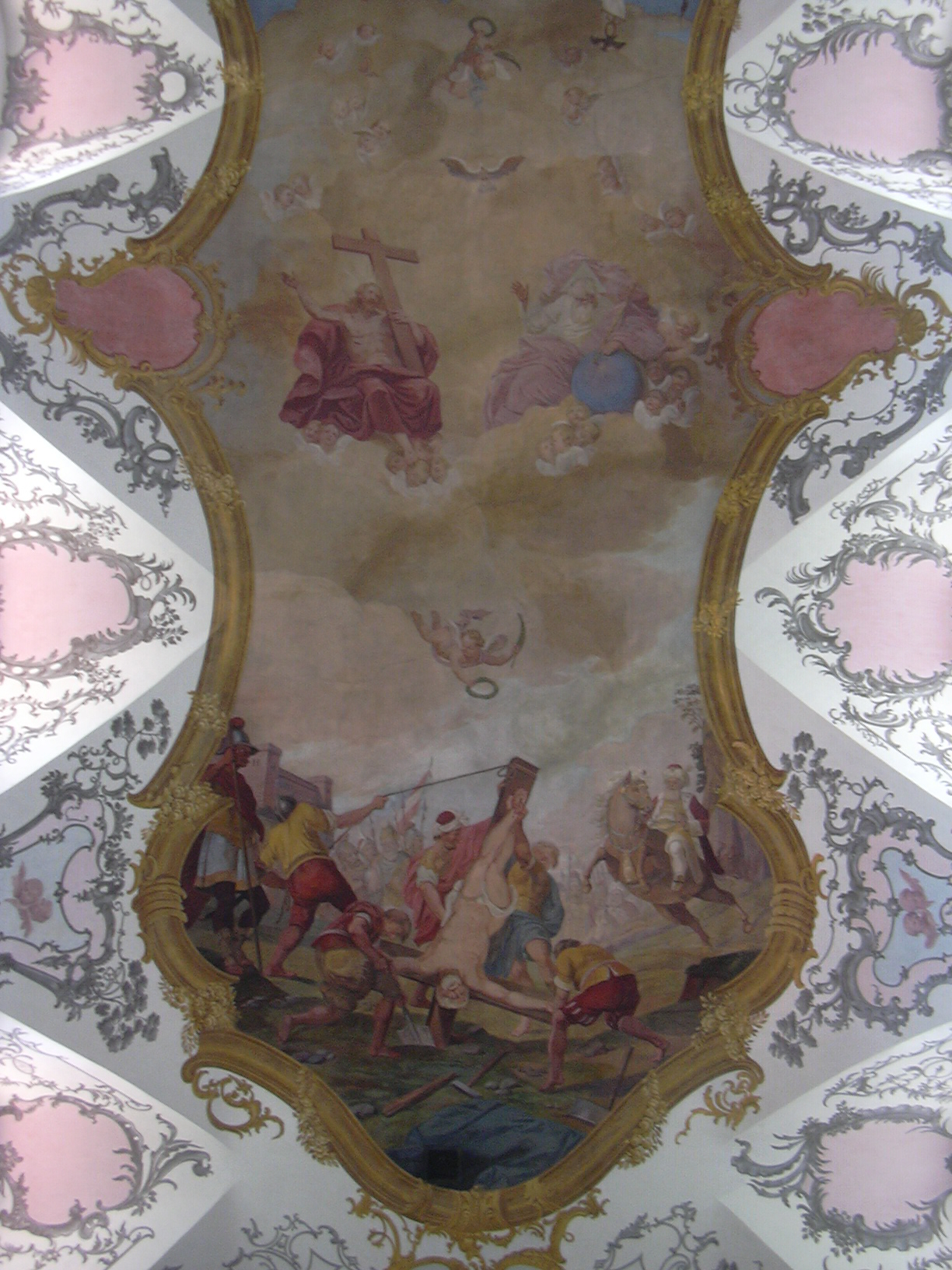
Deckenfresko Kreuzigung des Petrus, Jakob Conrad Bechtold (1771)

Die Kirche weist eine Reihe weiterer wertvoller Ausstattungsstücke aus verschiedenen Stilrichtungen auf:
- Spätgotische Statuen (zweite Hälfte des 15. Jahrhunderts) im nördlichen Seitenschiff, die Heiligen Jakobus, Barbara, Katharina sowie Martin auf dem Pferd im Moment der Mantelteilung mit dem Bettler darstellend, stammen von einem nicht mehr vorhandenen Jakobusaltar, der früher an der Stelle des Riemenschneideraltars stand.
- Die Statuen des Petrus und Paulus an der Eingangswand werden der Riemenschneider-Werkstatt zugeschrieben. Dafür sprechen der ursprüngliche Aufstellungsort im Zusammenhang mit dem Altar und die stilistische Formensprache.
- Ein spätgotischer Flügelaltar (um 1480/90) im südlichen Seitenschiff, im geöffneten Zustand Maria mit Kind zwischen Katharina und Barbara und im geschlossenen Zustand Mariä Verkündigung abbildend, stammt ursprünglich aus dem „Frauhäuschen“, einer der drei Kapellen der Gemeinde Großostheim.
- Ein spätgotisches Sakramentshäuschen aus Sandstein im Chor thematisiert die Auferstehung Christi.
- Das Taufbecken aus rotem Sandstein im Osten des südlichen Seitenschiffes stammt möglicherweise aus der Werkstatt des Aschaffenburgers Hans Junker im Stil der Renaissance.
- Ausstattungen des Barocks sind der Hochaltar (1733) in Chorraum, zwei Seitenaltäre links und rechts des Triumphbogens, die Kanzel sowie einige Skulpturen in beiden Seitenschiffen (Rochus, Valentin, Pietà und noch einmal Petrus und Paulus).
- Die Schatzkammer birgt spätgotische und barocke Monstranzen, Kelche und Ziborien.

## Glocken
Im Kirchturm hängt ein vierstimmiges Glockengeläut in der Stimmung es – ges – as – b. Die Evangeliumsglocke ist die älteste Glocke, sie stammt aus dem 14. Jahrhundert. Die anderen drei Glocken wurden im Jahre 1953 gegossen.